# 19 شعبان
- السبت
- الأحد
- الاثنين
- الثلاثاء
- الأربعاء
- الخميس
- الجمعة

- 2525 يناير 2025
- 2626 يناير 2025
- 2727 يناير 2025
- 2828 يناير 2025
- 2929 يناير 2025
- 3030 يناير 2025
- 131 يناير 2025
- 21 فبراير 2025
- 32 فبراير 2025
- 43 فبراير 2025
- 54 فبراير 2025
- 65 فبراير 2025
- 76 فبراير 2025
- 87 فبراير 2025
- 98 فبراير 2025
- 109 فبراير 2025
- 1110 فبراير 2025
- 1211 فبراير 2025
- 1312 فبراير 2025
- 1413 فبراير 2025
- 1514 فبراير 2025
- 1615 فبراير 2025
- 1716 فبراير 2025
- 1817 فبراير 2025
- 1918 فبراير 2025
- 2019 فبراير 2025
- 2120 فبراير 2025
- 2221 فبراير 2025
- 2322 فبراير 2025
- 2423 فبراير 2025
- 2524 فبراير 2025
- 2625 فبراير 2025
- 2726 فبراير 2025
- 2827 فبراير 2025
- 2928 فبراير 2025

19 شعبان أو 19 شعبان المُعَظّم أو يوم 19 \ 8 (اليوم التاسع عشر من الشهر الثامن) هو اليوم السادس والعُشرون بعد المائتين (226) من أيَّام السنة (أو السابع والعُشرون بعد المائتين لو كان شهر جمادى الآخرة مُتممًا لليوم الثلاثين أو الثامن والعُشرون بعد المائتين لو أتم كلًا من صفر وربيع الآخر وجمادى الآخرة ثلاثين يومًا) وفق التقويم الهجري القمري (العربي). يبقى بعده 128 أو 129 يومًا لانتهاء السنة.

## أحداث
- 1039 هـ - حدوث أمطار غزيرة بمكة وهدمت السيول أجزاء من الكعبة وبنيت بعدها إلى شكلها الحالي.
- 1296 هـ - صدور فرمان 7 أغسطس الخاص بالحد من الصلاحيات الممنوحة لخديوى مصر بعد أقل من أسبوعين من عزل الخديوى إسماعيل وتنصيب الخديوي توفيق.
- 1298 هـ - القوات الفرنسية تستولي على مدينة وميناء صفاقس التونسي.
- 1338 هـ - تأسيس بنك مصر.
- 1402 هـ - سوريا وإسرائيل توافقان على وقف إطلاق النار في البقاع اللبناني بعد حوالي خمسة أيام من القتال الشرس بين الجانبين في إطار الاجتياح الإسرائيلي إلى لبنان.
- 1404 هـ - الرئيس الجزائري الأسبق أحمد بن بلة يؤسس حزبًا سياسيًّا جديدًا، أطلق عليه «الحركة من أجل الديمقراطية في الجزائر».
- 1411 هـ - اندلاع الانتفاضة الشعبانية في جنوب العراق وفي كردستان العراق بعد هزيمة الجيش العراقي في حرب الكويت.
- 1414 هـ - تعيين اليمين زروال رئيسًا للجزائر الذي كان وزيرًا للدفاع، ثم عينه مجلس الدولة رئيسًا مؤقتًا لمدة ثلاث سنوات، وشهد حكمه مفاوضات مع الجبهة الإسلامية للإنقاذ، كما شهد تصاعدًا للمجازر.
- 1436 هـ - محكمة الأمور المستعجلة المصرية تلغي حكما سابقا باعتبار حماس منظمة إرهابية. والحركة تعتبره تصحيحا لخطأ سابق.
- 1439 هـ - تحالف حركة أمل وحزب الله يتصدر الانتخابات التشريعية اللبنانية، بينما حركة النهضة تتصدر الانتخابات البلدية التونسية.
- 1441 هـ - دول مجموعة أوبك+ تُعلن خفضًا قياسيًا لإنتاج النفط ما بين 12,5 إلى 20 مليون برميل يوميًّا، باتفاق رعته السعودية وروسيا، لإعادة التوازن لأسواق النفط العالمية التي تأثرت بسبب جائحة فيروس كورونا.
- 1444 هـ - ثوران بركان جبل ميرابي على الحدود بين مقاطعتي جاوة الوسطى ويوجياكرتا في إندونيسيا.

## مواليد
- 443 هـ - أبو الفرج الأرمنازي، عالم مسلم ومؤرخ شامي.
- 1316 هـ - عبد الله الزايد، صحفي وشاعر بحريني.
- 1327 هـ - عبلة بنت الطاهر، أميرة مغربية، أم الحسن الثاني.
- 1332 هـ - محمد أمين زين الدين، مرجع شيعي عراقي.
- 1354 هـ - محمد حسين فضل الله مرجع شيعي لبناني.
- 1360 هـ - فادية عكاشة، ممثلة مصرية.
- 1366 هـ -
  - آمال عفيش، ممثلة لبنانية.
  - بهجت الجبوري، ممثل عراقي.
- 1370 هـ - سعاد حسين، ممثلة وإعلامية كويتية.
- 1371 هـ - نزار أبو حجر، ممثل سوري.
- 1378 هـ - ليلى محمد، ممثلة عراقية.
- 1406 هـ - سارة الهاني، مغنية لبنانية.

## وفيات
- 1374 هـ - أحمد زكي أبو شادي، شاعر مصري.
- 1386 هـ - عبد الرحمن الرافعي، مؤرخ مصري وأحد زعماء الحركة الوطنية.
- 1404 هـ - رحمت مصطفوي، محامي وصحفي وكاتب إيراني.
- 1412 هـ - أحمد راتب النفاخ، عالم ومحقق ومدقق ثراث سوري.
- 1433 هـ - محمد بن سعود بن عبد العزيز آل سعود، أمير منطقة الباحة.

## وصلات خارجية
- موقع قصة الإسلام: حدث في شهر شعبان.